# Affaires et controverses de Microsoft
Microsoft fait l'objet de nombreuses critiques et controverses à propos de son fonctionnement et de ses agissements, faisant régulièrement l'objet d'articles dans les médias. Microsoft a été impliqué dans de nombreuses affaires judiciaires de grande envergure, notamment contre les États-Unis, l'Union européenne et ses concurrents.

## Controverses

### Monopole et abus de position dominante
Microsoft a rapidement dominé tout le secteur de l’informatique personnelle et s’est imposé comme un acteur incontournable de ce secteur. Microsoft est en situation quasi monopolistique et abuse de sa position dominante, en entravant la concurrence, et également les communautés des logiciels libres et opensource.
L’intégration par défaut d’Internet Explorer dans Windows a pendant des années désavantagé les navigateurs concurrents tels que Firefox, Opera, Safari et Google Chrome qui ont eu des difficultés à s’imposer, bien que par la suite, les parts de marché d'Internet Explorer s'effondrent, étant complètement dépassé techniquement, au profit notamment de Google Chrome,.
Microsoft est accusé de développer sciemment des produits fermés ne répondant pas aux standards et freiner l’émergence de normes ouvertes afin de rendre la migration de ses clients vers d’autres systèmes plus lourde et complexe. Cela permet ainsi de se préserver de migrations vers d’autres solutions concurrentes, exploitant ainsi son statut de solution technique la plus répandue pour asseoir un peu plus sa position dominante (cf. les technologies mises en œuvre par Internet Explorer au détriment des normes du W3C - notamment au niveau du CSS et du JavaScript).
Cette position de domination du marché est en partie confortée par la résistance au changement des utilisateurs actuels de Windows, ainsi que l'enfermement logiciel des éditeurs avec Microsoft, qui rend plus cher le développement de solutions logicielles pour des systèmes d'exploitation ou navigateurs web alternatifs, rendant de fait la concurrence déséquilibrée.
Aux États-Unis la question d'utiliser les lois antitrust (en) fait débat. Ces lois permettent de scinder des entreprises en situation de monopole, comme ce fut le cas pour la Standard Oil en 1914, mais ces lois ne sont plus appliquées depuis des années.
Depuis mars 2024, la législation européenne sur les marchés numérique impose de pouvoir désinstaller des applications qui sont installées par défaut, telles que Cortana ou le navigateur Edge.

#### Vente liée
La vente liée de Windows avec tout PC de constructeur (les PC d’assembleurs n’ont pas cette contrainte) est aussi très critiquée, sous le nom de « taxe Windows », par les partisans du logiciel libre. Des systèmes fondés sur GNU/Linux sont de plus en plus reconnus comme une alternative possible à Windows mais les constructeurs ne proposent que très rarement au moment de l’achat de remplacer Windows par ces systèmes et d’ainsi réduire le prix (de minimum 80 €). Cet argument ne peut pas être tempéré par le fait que d’autres secteurs de l’informatique pratiquent la vente liée : Apple vend par exemple ses machines Mac systématiquement avec son système d’exploitation MacOS, sur lesquelles Linux et Windows peuvent aussi être installés mais Apple fabrique ses machines. La loi oblige les fabricants de matériels à vendre des produits fonctionnels donc pourvus d’un système d’exploitation. D’autres logiciels utilisent aussi la vente liée (Nero et ses logiciels multimédias liés, les boutiques en ligne et leurs systèmes de DRM…). Il existe aujourd’hui un flou juridique qui ne définit pas précisément la limite entre la vente d’un seul produit aux fonctionnalités multiples et la vente liée de deux produits distincts.

### Politique hostile envers les communautés des logiciels libres/opensource
Bien que Microsoft soit devenu aujourd’hui un acteur et contributeur majeur du logiciel opensource, l’entreprise a pendant des années mené une politique hostile envers les communautés des logiciels libres et opensource, notamment envers Linux, étant vu à l’époque comme une concurrence dangereuse pour leur modèle économique monopolistique. Cette politique active de dénigrement, menaces envers des développeurs à propos de brevets, sabotages techniques et autres tentatives d’entraves à la concurrence, s’est achevée à la suite du changement de la politique commerciale et les évolutions des priorités et du modèle économique de Microsoft.
En 2001, le patron de Microsoft de l’époque Steve Ballmer, qualifie Linux de « cancer », mais par la suite, en 2016, il déclare avoir changé d’avis.
La suite Office, suite de logiciels phare de Microsoft, s’impose dans les environnements de bureautique, ainsi que ses formats propriétaires (tels que «.doc», «.xls», «.xlt»…). Microsoft fait du lobbying pendant des années pour freiner le développement de formats standards ouverts, rendant de fait l'interopérabilité impossible, les formats propriétaires de Microsoft étant illisibles par les logiciels concurrents. Lorsque la loi impose par la suite le support des formats standards, dont le format open document récemment développé, Microsoft apporte un support très médiocre du format ODF, et est soupçonné de sabotage du format : les utilisateurs, utilisant majoritairement la suite Office, croient alors que c’est le nouveau format qui est mauvais, ce qui les incite à continuer d’utiliser les formats propriétaires de Microsoft.

### Collaboration avec la NSA sur la surveillance d'Internet
Microsoft est la première entreprise à participer au programme de surveillance PRISM de la NSA, selon les documents obtenus par The Guardian et The Washington Post en juin 2013. Cela a été reconnu par les fonctionnaires gouvernementaux américains. PRISM autorise le gouvernement à accéder secrètement aux données des citoyens non-américains sans mandat. Microsoft a nié participer à ce programme.
En juillet 2013, The Guardian affirme, d'après les documents qui ont fuité, que :
- Microsoft a aidé la NSA à contourner le chiffrement de Outlook.com afin d'intercepter les web chats ;
- La NSA avait un accès aux emails Outlook.com et Hotmail.com sans chiffrement ;
- Microsoft a fourni l'accès aux données des utilisateurs stockées sur le service de stockage en ligne OneDrive (anciennement SkyDrive) ;
- Après le rachat de Skype par Microsoft, la NSA a collecté trois fois plus d'appels vidéo[12].

Dans un communiqué, Microsoft affirme qu'elle fournit les données des utilisateurs uniquement en réponse à un processus légal.

### Collaboration avec le régime de Ben Ali
Microsoft collabore avec le régime de Ben Ali dans les années 2000, notamment via le système d'exploitation Windows pour surveiller des opposants et censurer la Tunisie,,.

### Censure en Chine
Microsoft (tout comme Google, Yahoo, Cisco, AOL, Skype, ainsi que d'autres entreprises) participe à la Censure d'Internet en république populaire de Chine. Les défenseurs des droits de l'homme tel que Human Rights Watch et des groupes de médias comme Reporters sans frontières, critiquent ces entreprises notant qu'il est «ironique que des sociétés dont l'existence dépend de la liberté d'information et d'expression aient assumé le rôle de censure».

### Liste noire de journalistes
John C. Dvorak déclare que dans les années 80, Microsoft a classé les journalistes comme "Okay", "Sketchy" ou "Needs work" et ciblé les journalistes "Needs work" pour tenter de les faire taire. Dvorak a déclaré que des informations sur Windows lui avaient été refusées car il était sur une liste noire. Mary Jo Foley déclare qu'elle s'était vu refuser des entretiens avec le personnel de Microsoft pendant plusieurs années à la suite de la publication d'une histoire basée sur une note décrivant le nombre de bogues dans Windows 2000 à sa sortie.

### Blocage de courriels
Microsoft classe automatiquement les courriels issus de certains fournisseurs comme des spams, officiellement parce qu'ils ne répondent pas à certains critères. Cependant, plusieurs fournisseurs de courriels se sont vus bloqués de cette même façon sans que la société ne leur fournisse de justification. Ce fut notamment le cas de Disroot, un organisme qui fournit, entre autres services, des comptes courriels respectueux de la vie privée, et qui dénonce à ce titre un « abus de pouvoir ».

### Souveraineté et dépendance aux États-Unis
Après l'élection de Donald Trump au début 2025 et sa prise de sanction contre la Cour pénale internationale (CPI), Microsoft bloque les comptes de messagerie du procureur général de la CPI Karim Khan. Microsoft a nié être à l'origine de ce blocage sans expliquer toutefois comment un tel blocage était possible, laissant entendre qu'un tel blocage décidé par le gouvernement des États-Unis soit possible,,.
En avril 2025, au Danemark, le ministre des situations d'urgence Torsten Schack Pedersen demande en  aux autorités et aux entreprises danoises de réduire leur dépendance aux services cloud provenant des États-Unis. Après la décision des villes de Copenhague et Aarhus d'abandonner les logiciels et les services cloud de Microsoft, le Danemark annonce qu'il va commencer à utiliser LibreOffice en remplacement de Microsoft Office pour des raisons de souveraineté suite au blocage des comptes de messagerie du procureur général de la Cour pénale internationale après les sanctions décidées par les États-Unis.
En juin 2025, l'état allemand du Schleswig-Holstein prend la décision de cesser d'utiliser les outils Microsoft dans le contexte d'augmentation de tensions politiques entre les États-Unis et l'Europe depuis l'accès de Donald Trump à la présidence des États-Unis. La contrainte de mises-à-jour obligatoires imprévues et le coût associé à ces outils est aussi un argument avancé.
Le même mois, une commission sénatoriale française signale que Microsoft a reconnu le 10 juin 2025 par la voix de son directeur des affaires publiques et juridiques Anton Carniaux qu'il ne peur garantir « que les données des citoyens français hébergées par Microsoft France ne seront jamais transmises à des autorités étrangères sans l’accord des autorités françaises »,.

## Fiscalité

### Paradis fiscaux
Les GAFAM, dont Microsoft fait partie, ont en tant que multinationales les moyens légaux d'échapper quasiment totalement à l’impôt sur les bénéfices en pratiquant l'optimisation fiscale qui consiste à rapatrier les bénéfices dans les pays fiscalement avantageux. Cela leur permet d'engendrer des profits considérables. Selon un rapport de Moody's paru en 2017, Microsoft possède 130 milliards de dollars US placés dans les paradis fiscaux.
Selon une étude réalisée par Oxfam America et portant sur l'évasion fiscale des plus grandes entreprises américaines entre 2008 et 2014, Apple, Microsoft, IBM, Cisco et Google ont transféré plus de 450 milliards de dollars dans les paradis fiscaux, dont 108 milliards concernent Microsoft.

### France
Fin 2014, Microsoft règle en France un redressement fiscal de plus de 72,4 millions d'euros, dont 16,4 millions dans le cadre d'un accord à l'amiable avec l'administration fiscale.
En 2017, l’administration fiscale réclame 600 millions d'euros à Microsoft France au titre de l'impôt dû dans le cadre de ses activités de vente d'espaces publicitaires dans son moteur de recherche Bing. L'entreprise facture ses prestations depuis son siège européen situé en Irlande, pays au taux d'imposition avantageux, même si ses services sont rendus dans un pays tiers par ce que Microsoft considère alors comme une simple filiale faisant office d'agent commercial, or ce montage n'est pas considéré comme valable par l'administration fiscale.

## Affaires judiciaires

### Abus de position dominante et pratiques anticoncurrentielles

#### Affaires de l'Union Européenne

##### Condamnation en 2004 pour abus de position dominante

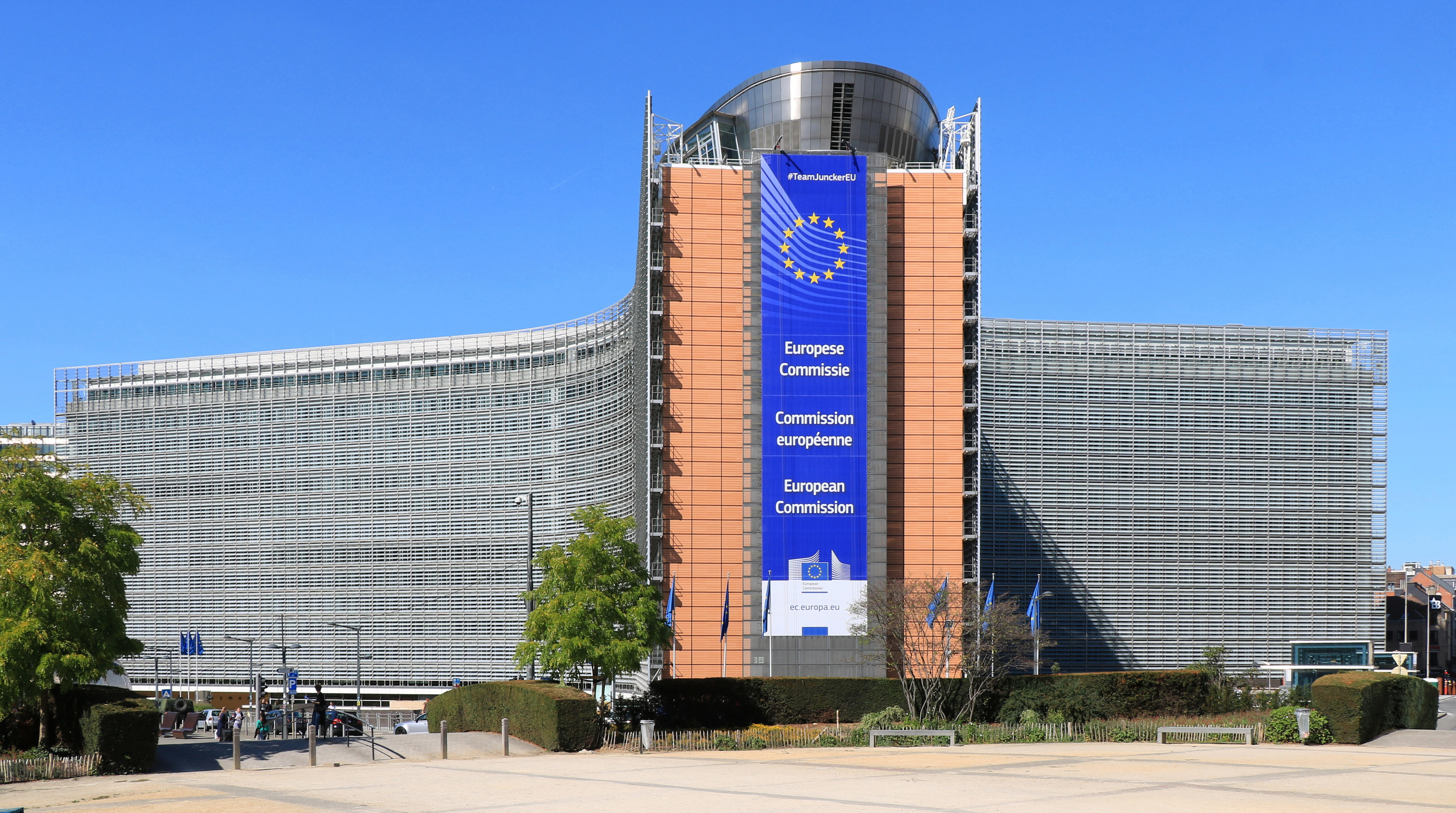
La Commission européenne, qui a imposé des amendes à Microsoft en 2004, 2008 et 2013.

Le 24 mars 2004, à la suite de quatre années d’enquête du commissaire européen à la concurrence Mario Monti, la Commission européenne rend sa décision dans le procès anti-trust qui l’oppose à la firme.
La décision rendue condamne la position monopolistique de Microsoft et ses pratiques illégales. Elle inflige à Microsoft une sanction historique de 497,5 millions d’euros. Enfin, la firme devra publier les spécifications techniques de ses produits, vendre séparément certaines applications et assurer l’interopérabilité entre ses logiciels et ceux de ses concurrents. Microsoft devra notamment vendre une version de Windows sans le Lecteur Windows Media. Cette décision ne sera pas effective, Microsoft ayant décidé de vendre Windows Limited Media Edition au même prix que la version complète.
La firme engage un recours devant le tribunal de première instance de l’Union européenne le (7 juin 2004). Celui-ci n’étant pas suspensif, la somme de l’amende a été réglée le 1er juillet 2004.
Le 12 juillet 2006, la Commission prononce une nouvelle amende (280 millions d’euros) contre Microsoft pour sanctionner le retard pris par le groupe à publier ses spécifications.
Le 17 septembre 2007, le tribunal de première instance de la Commission européenne confirme pour l'essentiel, la décision de la Commission européenne de 2004 concernant l'abus de position dominante de Microsoft.

##### Condamnation en 2008 pour non mise en conformité
Le 27 février 2008, l’entreprise écope d’une amende de 899 millions d’euros, Bruxelles reproche à l’éditeur de Windows de faire payer l’accès aux informations nécessaires à ses concurrents pour que ceux-ci puissent développer des produits interopérables. La Commission lui demande de publier une documentation technique suffisamment fournie pour que les autres fabricants de serveurs puissent mieux faire communiquer leurs machines avec le système d’exploitation Windows. Microsoft tardant à s’exécuter, la Commission européenne décide de lui infliger des pénalités de retard de presque neuf cents millions d’euros, ramenées ensuite à 860 millions par la Cour de justice de l’Union européenne.

##### Condamnation en 2013 pour abus de position dominante
En mars 2013, Bruxelles inflige une amende de 560 millions d’euros à Microsoft, pour avoir favorisé son navigateur web, Internet Explorer, au détriment de ceux de ses concurrents,.

##### Procès en 2021 pour abus de position dominante
Durant l'été 2021, OVHCloud a porté plainte auprès de la direction générale de la concurrence de la Commission européenne contre Microsoft pour abus de position dominante dans ce domaine, comme l'entreprise italienne Aruba, deux entreprises européennes rejointes en novembre 2022 par l'association des fournisseurs d’infrastructure dématérialisée européenne CISPE. Microsoft avantagerait sa plateforme Azure et rendrait plus coûteuse les licences Office pour les plateformes concurrentes. En avril 2022, la Commission européenne a consulté les entreprises clientes et concurrentes de Microsoft. Les entreprises européennes d'informatique décentralisée ont adressé une lettre ouverte à la vice-présidente de la concurrence européenne chargée de la concurrence pour attirer son attention sur la position dominante de plusieurs acteurs dominantes des États-Unis.
L'Autorité de la concurrence française s'est auto-saisie en janvier 2022, afin d'évaluer la concurrence dans l'informatique dématérialisée.

#### Procès antitrust aux États-Unis
« L’enjeu de la bataille engagée devant la cour fédérale de Washington entre Bill Gates et Joel Klein (attorney general adjoint au bureau antitrust du ministère de la Justice) dépasse de loin le sort de Microsoft ou le partage du marché des navigateurs. En jugeant valide l’accusation de pratiques monopolistes portée par le gouvernement contre Microsoft, le juge Thomas Penfield Jackson a rejeté la théorie très en vogue qui veut que la « nouvelle économie », née des révolutions technologiques en cours, crée un ordre capitaliste radicalement différent de celui sous lequel vivent les sociétés industrielles occidentales depuis le XIXe siècle. Cette théorie est invoquée par les avocats de Microsoft pour arguer que la loi antitrust (le Sherman Act, voté en 1890) ne saurait s’appliquer aux industries de haute technologie, et que le gouvernement ne doit (et ne peut) avoir aucun rôle dans le contrôle des marchés de cette « nouvelle économie ». Pour le juge Thomas Penfield Jackson, il n’y a pas de différence fondamentale entre Bill Gates et John D. Rockefeller, entre Microsoft et Standard Oil. »

#### Procès Netscape
Le 22 janvier 2002, AOL - Time Warner, propriétaire de Netscape intente un procès contre Microsoft, accusé d'avoir favorisé Internet Explorer aux dépens du navigateur d'AOL. Le procès se conclut à l'amiable en juin 2003, Microsoft acceptant de payer 750 M$ pour mettre fin aux poursuites.

#### Sun Microsystems
La technologie Java de Sun Microsystems permet à tout logiciel qui exploite l'interface de programmation Java de fonctionner sur n'importe quel ordinateur pour lequel il existe une machine virtuelle Java, quel que soit le système d'exploitation sous-jacent. Par contrat de licence, Sun donne la responsabilité aux fournisseurs de machine virtuelles tels que Microsoft d'adapter leur produit en vue de respecter le cahier des charges. En 1998, Sun Microsystems intente une action en justice contre Microsoft, l'accusant de n'avoir sciemment pas respecté le cahier des charges, et l'accusant de vouloir provoquer une cassure du marché et inciter à fabriquer des logiciels utilisant Java qui fonctionneraient uniquement avec Windows. Sun remporte le procès et Microsoft reçoit l'ordre d'arrêter de distribuer sa machine virtuelle Java, à moins que celle-ci soit mise en conformité avec le cahier des charges dans un délai de 3 mois.

### Brevets, droit d'auteur et marques

#### Affaire SCO
En mars 2003, SCO Group engage une action en justice contre IBM, prétendant qu'IBM avait illégalement intégré des éléments brevetés par SCO Group issus du code source d'UNIX dans Linux. Ces allégations (et la relative incertitude concernant l'issue du procès) mettaient en cause la légalité du noyau Linux au regard du droit d'auteur. Or, le 4 mars 2004, un e-mail interne de SCO détaille comment Microsoft a fourni 106 millions de dollars en passant par BayStar et d'autres moyens. Blake Stowell de SCO a confirmé l'authenticité de cet email. BayStar a prétendu que le deal avait été suggéré par Microsoft, mais que l'argent ne venait pas d'eux directement. En plus de l'implication de BayStar, Microsoft a payé 6 millions de dollars en mai 2003 à SCO pour une licence « Unix et brevets relatifs à Unix », malgré le peu de brevets relatifs à Unix possédés par SCO. Cet accord a été largement perçu par la presse comme un coup de pouce aux finances de SCO dans son procès contre IBM, dans le but de discréditer Linux,.

#### Affaire Eolas
En 2003, Microsoft perd contre le groupe Eolas pour contrefaçon et est condamné à 521 millions de dollars d’amende.
Au mois d’août 2003, Microsoft avait été condamné à verser 521 millions de dollars d’indemnités à l’université de Californie et à la société Eolas pour exploitation illégale d’un brevet concernant les plug-ins et affectant l’affichage des pages web.
Mercredi 14 janvier 2004, le juge Zagel a non seulement confirmé ce jugement, mais il a également alloué à Eolas près de 45 millions de dollars d’indemnités en attendant la fin de la procédure judiciaire. Il a par ailleurs accordé à Eolas une injonction contre toute future vente du navigateur Web Explorer (IE) qui exploiterait le brevet 906.
« La navigation sur Internet pourrait se trouver modifiée »
Cependant, cette décision prise au niveau fédéral ne deviendra exécutoire que si Microsoft décide de ne pas faire appel. Or, les enjeux financiers sont tels que l’éditeur ne devrait pas en rester là. Selon un des porte-parole de Microsoft, cité par l’agence Associated Press, le géant américain devrait, dans les trente jours à venir, porter l’affaire devant une cour d’appel fédérale, à Washington, et spécialisée dans le droit des brevets et de la propriété intellectuelle.
« L’éditeur avait par ailleurs déjà annoncé une modification substantielle des fonctionnalités de son navigateur Internet pour le début de l’année 2004. »
En réalité, les enjeux de l’affaire Eolas dépassent les intérêts de Microsoft et pourraient, en cas de condamnation définitive de l’éditeur, affecter très sensiblement la navigation sur Internet. Conscient du problème, le W3C (le consortium qui définit les standards technologiques du web) est sorti de sa réserve, le 29 octobre 2003, en demandant à l’Office américain des brevets un ré-examen de la validité du brevet 906.
À l’appui de sa requête, Microsoft a adressé des « preuves d’antériorité » mettant en évidence, selon cette organisation, l’invalidité du brevet. Dans un courrier transmis à l’Administration américaine, Tim Berners-Lee se montrait déterminé « à éradiquer (en ré-examinant le brevet 906), un obstacle inéquitable au bon fonctionnement du web ».
En mars 2005, Microsoft gagne contre Embedded Objects Linked Across Systems (Eolas) l'université de Californie en appel.

#### Affaire Alcatel-Lucent
- 2002 - L’équipementier en télécommunications américain Lucent (anciennement intégré en tant que branche équipement dans AT&T) saisit un tribunal d’une plainte contre des fabricants Dell et Gateway qui, selon ses dires, avec certaines applications auraient violé des brevets déposés par son centre de recherche « Bell Labs » en 1994 et 1997, relatifs à la technologie musicale numérique MP3. Microsoft se joint à la procédure s’estimant mis en cause du fait de l’utilisation de MP3 dans son logiciel Windows Media Player[53].
- Novembre 2006 - L’équipementier en télécommunications français Alcatel saisit un tribunal au Texas d’une plainte contre Microsoft qui, selon ses dires, aurait violé sept de ses brevets. Des négociations sont menées en parallèle afin de tenter de trouver un accord à l’amiable[54].
- Fin 2006 - Alcatel et Lucent fusionnent donnant naissance à Alcatel-Lucent
- Janvier 2007 - Devant le tribunal californien, Alcatel-Lucent exige une réparation de 2 milliards de dollars pour usage non autorisé d’un brevet ex-Lucent dans le décodeur audio MP3 du Lecteur Windows Média[55].
- Février 2007 - Devant un jury fédéral américain de San Diego en Californie, Microsoft est reconnu coupable d’avoir violé les brevets MP3 d’Alcatel-Lucent et est condamné à verser à l’équipementier franco-américain des dommages s’élevant à 1,52 milliard de dollars, bien moins que ce qu’Alcatel-Lucent réclamait dans ses dernières conclusions (4,5 milliards de dollars). Microsoft indique dans un communiqué qu’il étudie l’éventualité de faire appel du jugement. L’éditeur a fait valoir dans sa défense qu’il avait déjà versé 16 millions de dollars de droits à l’institut allemand Fraunhofer, « reconnu par l’industrie comme le détenteur légitime du brevet ». Selon le secrétaire général adjoint de Microsoft, cette décision peut conduire à générer des poursuites contre des centaines d’autres sociétés qui ont acheté au Fraunhofer le droit d’utiliser le MP3. Alcatel-Lucent en réponse indique qu’il n’a pas engagé de procédure contre d’autres sociétés, sans exclure pour autant cette possibilité à l’avenir. Le même tribunal doit examiner séparément d’autres plaintes contre Microsoft, relatives à des brevets de codecs pour la voix et pour la compression de la vidéo, technologies utilisées de manière illicite par Microsoft, selon les dires d’Alcatel-Lucent, dans la console de jeux Xbox. À l’inverse, Microsoft poursuit Alcatel-Lucent dans une affaire relative à ses logiciels de messagerie unifiée[56],[57].
- Mars 2007 - Le jury fédéral de San Diego rejette la plainte d’Alcatel-Lucent en estimant que Microsoft n’a pas violé un brevet de reconnaissance vocale appartenant à l’équipementier franco-américain. Ce dernier déclare qu’il va faire appel. Dans l’autre affaire relative au litige sur MP3, Microsoft décide de faire appel, ce qui suspend tout versement[58]. Par ailleurs, une plainte déposée en février par Microsoft contre Alcatel-Lucent pour atteinte au droit des brevets est examinée par la Commission du commerce international (ITC) des États-Unis. Certaines technologies d’Alcatel-Lucent sont menacées d’être interdites à l’importation aux États-Unis[59].
- Mai 2007 - La cour suprême des États-Unis casse un jugement en appel datant de juillet 2005 et qui donnait raison à Alcatel-Lucent (ex-Lucent, ex-AT&T). Microsoft se voyait reprocher d’avoir incorporé de manière illicite dans Windows un des brevets de reconnaissance vocale d’AT&T. Ce dernier avait exigé des réparations proportionnellement aux ventes de Windows aux États-Unis et aussi dans le reste du monde. Les deux sociétés avaient conclu une entente pour la partie des ventes aux États-Unis, mais pour la partie des ventes à l’international ont débattu de leur différend au niveau de Cour suprême. Cette décision fait jurisprudence pour tous les produits logiciels exportés hors des États-Unis. Ceci signifie aussi que Microsoft va probablement s’appuyer sur cette décision et peut-être gagner en appel contre Alcatel-Lucent dans l’affaire des brevets relatifs à MP3[60].
- Août 2007 - La décision du tribunal de San Diego de février 2007 condamnant Microsoft à payer 1,5 milliard de dollars d’amende (affaire des brevets MP3) est annulée par une cour d’appel californienne[53].

#### Affaire AT&T
Dans l’affaire de contrefaçon de brevet opposant Microsoft à AT&T (American Telephone and Telegraph Company), la Cour suprême américaine donne raison à Microsoft. Par sept voix contre une, la Cour a décidé le 30 avril 2007 de censurer l’arrêt rendu le 20 juillet 2005 par une Cour d’appel fédérale, favorable à AT&T. Le litige portait sur l’utilisation par Microsoft, dans son système d’exploitation Windows, d’une invention destinée à numériser la voix et protégée par un brevet dont AT&T était titulaire. Comme Microsoft envoie directement aux sociétés fabricantes d’ordinateurs situées en dehors des États-Unis, l’intégralité des données composant son système d’exploitation afin qu’elles puissent les copier sur leurs machines avant de les vendre, AT&T réclamait d’être dédommagée pour tous les logiciels, comprenant leur invention brevetée, qui avaient été exportés hors du territoire américain.
Les avocats de Microsoft ont reconnu la contrefaçon des brevets AT&T sur le territoire américain et rappelé que ce litige avait fait l’objet d’un accord amiable entre les parties en 2004. Par contre, ils se sont fermement opposés à l’idée selon laquelle Windows pourrait se voir reprocher une contrefaçon au niveau international, estimant qu’un code informatique ne constitue pas un composant en tant que tel tant qu’il n’est pas installé sur un ordinateur. On ne peut selon eux reprocher à Microsoft d’exporter hors du territoire des États-Unis des composants informatiques protégés par brevet. La Cour suprême considère tout d’abord que le droit des brevets américain n’ayant pas vocation à s’appliquer en dehors du territoire[réf. nécessaire], AT&T devait intenter son action devant les juridictions des pays concernés. Par ailleurs, les juges mettent en garde contre l’extension de la protection des brevets et semblent opposés à reconnaître à une ligne de code informatique la qualité de composante appartenant à une invention brevetée.

#### Affaire IDT
En 2012, l'entreprise InterDigital (en) dépose plainte contre Microsoft auprès de la Commission du commerce international des États-Unis, pour utilisation sans autorisation de certaines technologies. En avril 2015, Microsoft est condamné pour violation de deux brevets portant sur les technologies sans-fil 3G utilisé dans les Windows Phone.